# Tre Kronor (kasteel)

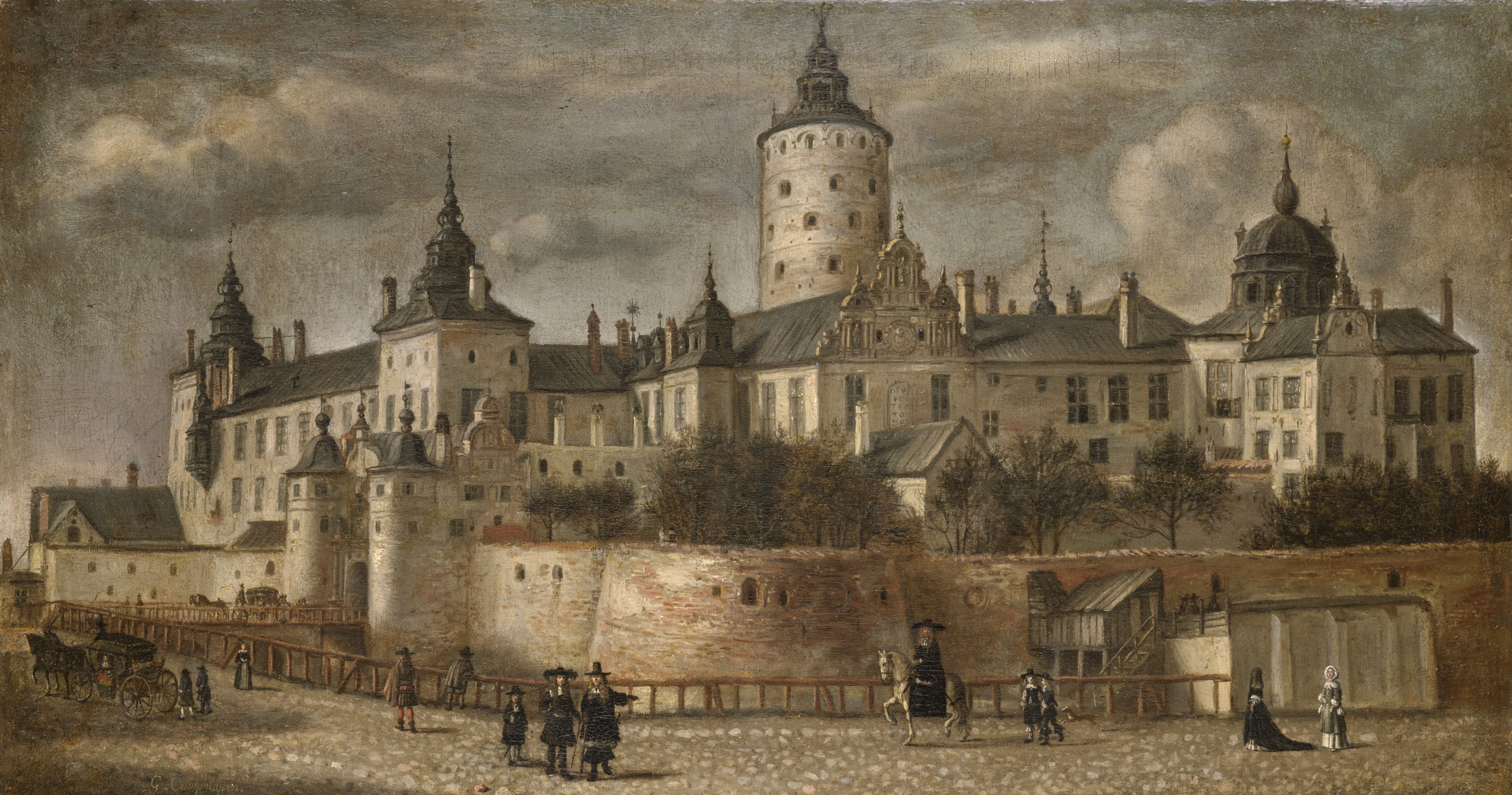
Het kasteel Tre Kronor (1661), Govert Dircksz Camphuysen, Uppsala slott

Tre Kronor (Zweeds voor 'Drie Kronen') was een kasteel in de Zweedse hoofdstad Stockholm op de plek waar later het Stockholms slot werd gebouwd. Het is mogelijk dat het een citadel was voordat Birger Jarl er een koninklijk paleis van maakte in de 13e eeuw. De naam 'Tre Kronor' werd na 1588 gebruikt.
De nationale bibliotheek van Zweden ging grotendeels verloren toen het kasteel in 1697 in vlammen opging, wat het later moeilijk maakte om 's lands vroegste geschiedenis te documenteren.
Toen koning Gustaaf Wasa de Zweden bevrijdde van de Unie van Kalmar en Zweden weer onafhankelijk maakte, werd het kasteel zijn belangrijkste verblijfplaats. Gustaaf Wasa breidde het kasteel in defensief opzicht sterk uit en zijn zoon Johan III van Zweden herbouwde en verbeterde het kasteel drastisch. Het veranderde in een renaissancekasteel met daarbij een kapel.
De donjon bestond mogelijk al voor de 16e eeuw, maar in een smallere vorm dan op de tekeningen vanuit de begin van de 16e en 17e eeuw. De toren was toen half zo hoog als aan het eind van de 16e eeuw. Het kasteel bestond uit twee gedeeltes: het oorspronkelijke kasteel en de ommuurde tuinen met daarbij de hoge toren in het midden.